# Patrimoni històric espanyol
El Patrimoni històric espanyol és el conjunt de béns de valor històric, artístic, científic o tècnic que conformen l'aportació d'Espanya a la cultura universal. Disposa de mesures de protecció, tutela i foment definides en la Llei 16/1985, de 25 de juny, sobre el patrimoni històric espanyol. Els béns mobles i immobles més rellevants són declarats d'interès cultural.

## Nivells de protecció
Existeixen tres nivells de protecció en funció de la rellevància:
- Béns d'interès cultural: és el grau màxim de protecció pels béns mobles i immobles que són inclosos en el Registre General de Béns d'Interès Cultural.
- Béns mobles inventariats: són els béns de rellevància singular no declarats d'interès cultural i inclosos en l'Inventari General de Béns Mobles.
- Resta del Patrimoni Històric Espanyol: està integrat per tots els béns immobles i mobles d'interès artístic, històric, paleontològic, arqueològic, etnogràfic, científic o tècnic. No existeix un registre o inventari general. Es consideren inclosos tots els béns protegits en els inventaris de les comunitats autònomes o en els catàlegs de planejament urbanístic.

Tenen un règim especial complementari amb normes concretes de protecció el patrimoni arqueològic, etnogràfic, documental, bibliogràfic i els béns mobles d'institucions eclesiàstiques.

## Competències
Per sentència del Tribunal Constitucional 17/1991 sobre la interposició d'un recurs d'inconstitucionalitat per part dels governs de Catalunya, Galícia i País Basc, es van determinar les competències entre l'administració de l'estat i les comunitats autònomes. Correspon al Ministeri de Cultura les competències sobre exportació, defensa davant l'espoliació i sobre els béns adscrits a serveis públics gestionats per l'administració de l'estat. Correspon a les comunitats autònomes la regulació del patrimoni incloent la declaració dels béns protegits i el seu foment.
| Administració       | Administració | Regulació                                                                                                 | Registre |
| ------------------- | --- | --- | --- |
|                     | Ministeri de Cultura. Subdirecció General de Protecció del Patrimoni Històric                                      | Llei 16/1985 del patrimoni històric espanyol                                                              | Registre General de Béns d'Interès Cultural i Inventari General de Béns Mobles                                                                        |
| Andalusia           | Conselleria de Cultura. Direcció General de Béns Culturals                                                         | Llei 14/2007 del Patrimoni Històric d'Andalusia                                                           | Sistema d'Informació del Patrimoni Històric d'Andalusia (SIPHA)                                                                                       |
| Aragó               | Departament d'Educació, Cultura i Esport. Direcció General de Patrimoni Cultural                                   | Llei 3/1999 del Patrimoni Cultural Aragonès                                                               | Sistema d'Informació del Patrimoni Cultural Aragonès (SIPCA)                                                                                          |
| Astúries            | Conselleria de Cultura, Comunicació Social i Turisme. Direcció General de Promoció Cultural i Política Lingüística | Llei del Principat d'Astúries 1/2001 de Patrimoni Cultural Arxivat 2014-08-15 a Wayback Machine.          | Registre de Béns d'Interès Cultural d'Astúries i Inventari del Patrimoni Cultural d'Astúries Arxivat 2014-08-15 a Wayback Machine.                    |
| Illes Balears       | Conselleria d'Educació i Cultura. Direcció General de Cultura                                                      | Llei 12/1998 del Patrimoni Històric de les Illes Balears Arxivat 2016-03-03 a Wayback Machine.            | Registre de Béns d'Interès Cultural i Catàleg Insular del Patrimoni Històric                                                                          |
| Canàries            | Conselleria d'Educació, Cultura i Esports. Direcció General del Patrimoni Històric                                 | Llei 4/1999 de Patrimoni Històric de Canàries                                                             | Registre de Béns d'Interès Cultural i Inventari de Béns Mobles                                                                                        |
| Cantàbria           | Conselleria de Cultura, Turisme i Esport. Direcció General de Cultura                                              | Llei 11/1998 de Patrimoni Cultural de Cantàbria Arxivat 2011-09-03 a Wayback Machine.                     | Registre de Béns d'Interès Cultural i Catàleg del Patrimoni Cultural Arxivat 2011-07-21 a Wayback Machine.                                            |
| Castella - la Manxa | Conselleria de Cultura. Direcció General de Patrimoni i Museus                                                     | Llei 4/1990 del Patrimoni Històric de Castella - la Manxa                                                 | Registre de Béns d'Interès Cultural i Inventari de Béns Mobles                                                                                        |
| Castella i Lleó     | Conselleria de Cultura i Turisme. Direcció General de Patrimoni i Béns Culturals                                   | Llei 12/2002 de Patrimoni Cultural de Castella i Lleó                                                     | Catàleg de Béns d'Interès Cultural i Inventari de Béns del Patrimoni Cultural                                                                         |
| Catalunya           | Departament de Cultura. Direcció General del Patrimoni Cultural                                                    | Llei 9/1993 del patrimoni cultural català Arxivat 2013-10-31 a Wayback Machine.                           | Inventari del Patrimoni Cultural Català: Registre de Béns Culturals d'Interès Nacional i Catàleg del Patrimoni Cultural                               |
| País Valencià       | Conselleria de Cultura, Turisme i Esport. Direcció General de Patrimoni Cultural Valencià                          | Llei 4/1998 del Patrimoni Cultural Valencià                                                               | Inventari General del Patrimoni Cultural Valencià |
| Extremadura         | Conselleria d'Educació i Cultura. Direcció General de Patrimoni Cultural                                           | Llei 2/1999 de patrimoni històric i cultural d'Extremadura Arxivat 2012-11-29 at Archive.is               | Registre de Béns d'Interès Cultural Arxivat 2016-03-03 a Wayback Machine. i Inventari del Patrimoni Històric i Cultural                               |
| Galícia             | Conselleria de Cultura i Turisme. Direcció General de Patrimoni Cultural                                           | Llei 8/1995 del patrimoni cultural de Galícia                                                             | Inventari general del patrimoni cultural Arxivat 2009-03-15 a Wayback Machine.: Registre de Béns d'Interès Cultural i Catàleg del Patrimoni Cultural. |
| Madrid              | Conselleria de Cultura i Esport. Direcció General de Patrimoni Històric                                            | Llei 10/1998 de Patrimoni Històric de la Comunidat de Madrid Arxivat 2013-10-29 a Wayback Machine.        | Registre de Béns d'Interès Cultural Arxivat 2012-03-29 a Wayback Machine. i Inventari de Béns Culturals                                               |
| Múrcia              | Conselleria d'Educació i Cultura. Direcció General de Cultura                                                      | Llei 4/2007 de Patrimoni Cultural de la Regió de Múrcia Arxivat 2013-10-29 a Wayback Machine.             | Registre de Béns d'Interès Cultural Arxivat 2013-10-23 a Wayback Machine., Catàleg del Patrimoni Cultural i Inventari de Béns Culturals               |
| Navarra             | Departament de Cultura, Turisme i Relacions Institucionals. Direcció General de Patrimoni Cultural                 | Llei foral 14/2005 del Patrimoni Cultural de Navarra                                                      | Registre de Béns del Patrimoni Cultural |
| País Basc           | Departament de Cultura. Direcció de Patrimoni Cultural                                                             | Llei 7/1990 del Patrimoni Cultural Basc                                                                   | Registre de Béns Culturals Qualificats i Inventari General de Béns Culturals Arxivat 2017-10-31 a Wayback Machine.                                    |
| La Rioja            | Conselleria d'Educació, Cultura i Turisme. Direcció General de Cultura                                             | Llei 7/2004 de Patrimonio Cultural, Històric i Artístic de La Rioja Arxivat 2011-10-07 a Wayback Machine. | Registre General del Patrimoni Cultural, Històric i Artístic: Inventari de Béns d'Interès Cultural i Inventari de Béns Culturals d'Interès Regional   |

1. 1 2  A les Illes Balears i les Illes Canàries la gestió està transferida reglamentàriament a les administracions insulars